# Eridolius dahlbomi
Eridolius dahlbomi là một loài tò vò trong họ Ichneumonidae.